# John Flynn (pastore)
John Flynn (Moliagul, 25 novembre 1880 – Sydney, 5 maggio 1951) è stato un pastore protestante australiano.
È conosciuto per avere costituito il primo servizio mondiale di aeroambulanze oggi denominato Royal Flying Doctor Service.

## Biografia
Nato a Moliagul, una piccola città a circa 200 Km a nord-ovest di Melbourne, Flynn frequentò le scuole a Sunshine e Braybrook (sobborghi di Melbourne) e si diplomò all'University High School. Cominciò subito a lavorare come maestro di scuola, ma dopo qualche anno maturò la vocazione religiosa. Nel 1903 cominciò a frequentare un corso di formazione religiosa per laici e nel 1907 cominciò a studiare teologia all’Ormond College, diplomandosi nel 1910. Nel 1911 fu consacrato pastore presbiteriano ed inviato a Beltana, una piccola città a più di 500 Km da Adelaide. Nel 1912 inviò ai suoi superiori religiosi un rapporto, sottolineando la difficoltà di esercitare il suo ministero in una città isolata e con una popolazione largamente dispersa in un vasto territorio. I suoi superiori costituirono così l’Australian Inland Mission (AIM) con lo scopo di fornire assistenza pastorale ad una popolazione con bisogni molto diversi da quelli dei centri metropolitani. Nominato sovrintendente della nuova organizzazione, Flynn si rese conto che oltre all'assistenza pastorale e spirituale c'era la necessità di servizi medici e infermieristici per la popolazione dispersa nell'outback della zona, così cominciò a creare una rete di ospedali e case di cura, in modo che la popolazione potesse curarsi entro un raggio di cento miglia. Nel 1917 Flynn cominciò a considerare la possibilità di usare le nuove tecnologie come la radio e l'aereo e riportò queste sue idee su The Inlander, una rivista che aveva fondato per promuovere le attività della Missione. Ricevette così una lettera da Clifford Peel, un pilota australiano che combatteva nella prima guerra mondiale, che gli descrisse le capacità e i costi degli aerei di cui avrebbe avuto bisogno. Flynn riportò i dati sulla rivista della Missione e lanciò una raccolta di fondi. Attraverso la radio, Flynn mise in contatto postazioni remote con una struttura medica centrale. Nel 1928 egli costituì l’AIM Aerial Medical Service, che fece il primo volo da Cloncurry. Il primo anno il servizio funzionò in via sperimentale, ebbe successo e fu avviato definitivamente l'anno successivo, riuscendo a sopravvivere alla Grande depressione. Flynn si convinse della necessità di estendere il servizio a livello nazionale. Coinvolgendo uomini politici e i vertici della sua Chiesa riuscì nel suo intento e nel 1934 venne creata l’Australian Aerial Medical Service e Flynn fu confermato come rappresentante pubblico dell'organizzazione. Nel 1931 Flynn si sposò con la segretaria dell'AIM, Jean Baird. Nel 1939 Flynn fu eletto moderatore della Chiesa Presbiteriana australiana con un mandato triennale. Nel 1942 il servizio venne rinominato in Flying Doctor Service of Australia. Dopo la seconda guerra mondiale Flynn si ritirò a Sydney, dove morì di cancro nel 1951. Il suo corpo è stato cremato e le sue ceneri sono state collocate in un sepolcro realizzato ad Alice Springs.
Nel 1955 il nome del servizio da lui fondato è stato modificato in Royal Flying Doctor Service. L’Australian Inland Mission continua ad operare ancora oggi, ma nel 1977 ha cambiato nome in Presbyterian Inland Mission.